# Ніна Подольська
Ніна Подольська (англ. Nina Podolska) — українська кінопродюсерка, актриса та телеведуча; проживає і працює в Лос-Анджелесі, з 2020 року продюсерка й головна виконавча директорка компанії WonderFilm. Ніна є членом Продюсерскої Гілдії США (PGA) та організації Жінки у Кіно (Women in Film).

## Дитинство та освіта
Народилася в сім'ї Світлани та Олександра Подольських в місті Дніпро, Україна. Більшість дитячих літніх канікул проводила у Ялті, Крим, звідки родом її мати.
У 17 років переїхала до Києва, вивчала міжнародну економіку в Університеті "КРОК", отримала диплом бакалавра, потім переїхала до Парижа працювати моделлю за контрактом.
У 2008 році переїхала до Лос-Анджелеса, щоб вивчати акторську майстерність та кіномистецтво в Інституті театру і кіно ім. Лі Страсберга (англ. The Lee Strasberg Theatre & Film Institute).

## Кар'єра
У 18 років почала працювати моделлю, потім переїхала до Парижа, згодом до США. За словами Ніни, вона завжди хотіла працювати в кіноіндустрії, і коли її прийняли на акторський факультет Інституту театру і кіно ім. Лі Страсберга — вона продала свою машину щоб оплатити навчання  і переїхала до Лос-Анджелеса, щоб продовжити кар'єру в кіно. Поступово вивчала кіноіндустрію та перейшла до кіновиробництва.
До приходу в WonderFilm працювала незалежною продюсеркою в компанії Lucky Owl Films, де розробила та спродюсувала документальний серіал «Її власний шлях» (Her Own Way). Надає перевагу проектам, які мають сильні жіночі характери у головних ролях або засновані на реальних подіях.
Також працювала асистенткою продюсера в Global 3 Pictures.
У 2016 році зіграла невелику акторську роль у фільмі Олівера Стоуна «Сноуден» і була присутня на прем'єрі під час Лондонського кінофестивалю BFI.
У 2021 році виступила виконавчою продюсеркою бойовика «Білий слон» з Брюсом Віллісом, Майклом Рукером та Ольгою Куриленко в головних ролях.

## Особисте життя
В одному з інтерв’ю Ніна вказувала, що слухає і читає багато книг й лекцій Тоні Роббінса. У 2009-2017 роках була одружена з українським кінопродюсером Ігорем Лопатенком.
Наразі її партнер — Джефф Боулер, американський кіно- та телепродюсер, батько чотирьох дітей.  Разом з Ніною вони працюють в компанії WonderFilm (зокрема над байопіком про Стіва Макквіна).
За словами Ніни, найбільшу допомогу та натхнення вона завжди отримувала від її подруги Ольги Куриленко, з якою познайомилася у 2010 році під час зйомок фільму «Земля забуття» (англ. Land of Oblivion).
У 2022 році Ніна взяла інтерв’ю в Ольги, яке розмістила на своєму ютуб-каналі.

## Благодійність
У квітні Подольська організувала збір коштів для Української творчої коаліції в ложі DPA перед церемонією вручення премії Оскар.  
Ніна дуже любить тварин та допомагає декількам притулкам в Україні.

## Фільмографія
| Рік        | Проект                                                     | Роль                                    |
| Знімається | The Paradox Effect                                         | Виконавча продюсерка                    |
| 2022       | Битва за Сайпан (ориг. Battle for Saipan)                  | Виконавча продюсерка                    |
| 2022       | Білий слон (ориг. White Elephant)                          | Виконавча продюсерка (постпродакшн)     |
| 2020       | Її власний шлях (Her Own Way)                              | Продюсерка, акторка                     |
| 2018       | Остання людина з Атлантиди (ориг. Last Prince of Atlantis) | Ассистентка продюсера                   |
| 2016       | 2 Femmes à Hollywood (TV Series)                           | Продюсерка, акторка — 2 епізоди         |
| 2016       | Сноуден (ориг. Snowden)                                    | Акторка — дружина російського дипломата |
| 2015       | Celebrated                                                 | Виконавча продюсерка — 33 епізоди       |
| 2012       | Воруши ластами 2 (ориг. A Turtle's Tale 2)                 | Допоміжний персонал — Loop group        |
| 2011       | Земля забуття (ориг. Land of Oblivion)                     | Асистентка продюсера                    |
| 2010       | Father's Day (Short)                                       | Акторка — Jean                          |
| 2010       | Близький ворог (ориг. Close Enemy)                         | Акторка — дівчина Колі                  |